# Pachyligia
Pachyligia là một chi bướm đêm thuộc họ Geometridae.